# Nano Nagle
Nano Nagle, de son vrai nom Honora Nagle, née en 1718 et morte en 1784, est une religieuse catholique irlandaise, fondatrice des sœurs de la Présentation de la Bienheureuse Vierge Marie en 1775. Elle est déclarée vénérable par le pape François en 2013.

## Biographie
Honora Nagle est née à Ballygriffin, près de la ville de Cork en Irlande, alors sous domination britannique, dans une famille catholique très aisée, ce qui est relativement rare car ce sont à l'époque les protestants anglicans qui dominent l'île d'Irlande. Ses parents, Ann et Garret Nagle, sont des propriétaires fonciers bien que les catholiques étaient en théorie interdits de propriété foncière.
À l'âge de 11 ans, elle est envoyée dans le couvent d'Ypres, en Flandre française. C'est dans ce couvent qu'elle découvre sa vocation de religieuse.
Cinq plus tard, elle arrive à Paris pour faire des études de théologie, elle y côtoie les cercles du pouvoir, ceux de Versailles en particulier, dans lequel elle rencontre personnellement Louis XV puis Louis XVI. En 1775, elle fonde la congrégation des « sœurs de l'Instruction Charitable du Sacré-Cœur », qui sera renommée après sa mort congrégation des sœurs de la Présentation de la Bienheureuse Vierge Marie.
Elle meurt en 1784 de la tuberculose à Cork en affirmant la phrase christique « Aimez-vous les uns les autres comme vous l'avez fait jusqu'à présent ».

## Spiritualité

### Apport à la culture irlandaise
Sa spiritualité se repose sur l'éducation populaire et le respect de droit des peuples à disposer d'eux-mêmes, à commencer par le respect de la culture irlandaise, pour laquelle elle joua un grand rôle dans la préservation face à la politique d'anglicisation de la société civile irlandaise. Toutefois, elle ne fait jamais de la politique, préférant se soucier d'apostat et de charité chrétienne. 
La première école fut fondée en 1754 à Cork et s'adressait aux enfants de familles pauvres et nécessiteuses. Elle en fonda six autres par la suite, dans la même ville. Ces écoles étaient clandestines car les catholiques n'avaient alors pas le droit d'en créer. Dans un premier temps, elle cacha même son activité à sa famille pour ne pas inquiéter ses proches.

### Inspiration franciscaine
Elle laisse derrière elle de nombreux poèmes qui furent immédiatement traduits de l'irlandais gaélique en anglais, révélant ainsi une spiritualité centrée sur Saint François d'Assise et l'aide aux plus démunis .

## Hommages
À Cork, ville de sa mort, un Musée Nano Nagle lui est dédié. Il lui rend hommage en présentant son apport tant à la catholicité qu'au renouveau de la culture irlandaise à travers des objets lui appartenant.

#### En anglais
- (en) Coppinger, William, The Life of Miss Nano Nagle (Cork, 1794), via Eighteenth Century Collections Online
- (en) Harnett, Mary Kieran, Nano Nagle, Woman of Vision (Dublin, 1975)
- (en) Murphy, Dominick, Memoirs of Miss Nano Nagle (Cork, 1845)
- (en) Walsh, T.J., Nano Nagle and the Presentation Sisters (Dublin, 1959)

#### En français
- René Fréchet, Histoire de l'Irlande, Presses universitaires de France, coll. Que sais-je ?, 1984.